# Joigne
Die Joigne ist ein Bach im Westen von Frankreich, der im Département Manche der Region Normandie südwestlich der Stadt Saint-Lô verläuft.

## Geografie

### Verlauf
Die Joigne entspringt im Waldgebiet Bois de Saint-Sauveur im südwestlichen Gemeindegebiet von Saint-Martin-de-Bonfossé, entwässert mit einem anfänglichen Bogen über West generell Richtung Nordost zur Halbinsel Cotentin und mündet nach rund 13 Kilometern an der Gemeindegrenze von Canisy und Saint-Lô als linker Zufluss in die Vire. Im Unterlauf wird die Joigne von der Bahnstrecke Lison–Lamballe begleitet und dabei mehrfach überquert.

### Orte am Fluss
(Reihenfolge in Fließrichtung)
- La Janière, Gemeinde Dangy
- Dangy
- Quibou
- Canisy
- Joigne, Gemeinde Saint-Gilles
- La Drourie, Gemeinde Canisy